# Troféu HQ Mix de melhor publicação independente de autor
Publicação independente foi uma das categorias do Troféu HQ Mix, premiação brasileira dedicada aos quadrinhos que é realizada pela Associação dos Cartunistas do Brasil (ACB) e pelo Instituto do Memorial das Artes Gráficas do Brasil (IMAG) desde 1989.

## História
Já em sua primeira edição, em 1989, o Troféu HQ Mix trouxe a categoria "Revista independente", destinada a premiar obras em quadrinhos que tenham sido publicadas por iniciativa direta do autor (ou autores), sem relação com uma editora formal (edição de autor). Não confundir com fanzine, que teve categoria própria entre 1990 e 2007.
Em 2004, a categoria passou a se chamar "Publicação independente". A partir de 2008, foi subdividida em quatro novas categorias: "Publicação independente de autor" (que durou até 2020, sendo substituída por "Publicação independente seriada" no ano seguinte), "Publicação independente de grupo", "Publicação independente especial" (que foi concedida até 2010, dando lugar no ano seguinte a "Publicação independente edição única") e "Publicação independente de bolso" (concedida apenas em 2008).

## Vencedores e indicados
| Ano  | Obra                                                        | Autor(es)                                                   | Outros indicados | Notas |               |
| ---- | ----------------------------------------------------------- | ----------------------------------------------------------- | --- | --- | ------------- |
| 2008 | Menino Caranguejo #1                                        | Chicolam                                                    | - Defensores da Pátria #1 - Dinossauro do Amazonas #1 - Homem-Grilo #42 - Lorde Kramus #1 - Necronauta #1 | [ 3 ] [ 4 ] |               |
| 2009 | Nanquim Descartável                                         | Daniel Esteves                                              | - Gatipos - Necronauta - Macaco Albino - Menino Caranguejo - Penitente - Tempestade Cerebral | [ 5 ] [ 6 ] |               |
| 2010 | Nanquim Descartável                                         | Daniel Esteves                                              | - Duo - Pablo Casado e Felipe Cunha - Entrequadros - Mario César - Macaco Albino - Leandro Robles - Patre Primordium - Ana Recalde e Fred Hildebrand - Pieces - Mario Cau - Solar - Solo Sagrado - Wellington Srbek                                                                                                | [ 7 ] [ 8 ] |               |
| 2011 | O Cabra                                                     | Flávio Luiz                                                 | - Almanaque Meteoro (Roberto Guedes) - Anita Garibaldi - O Nascimento de uma Heroína (Custódio) - Crônicas da Pindahyba (Hilton Mercadante) - Pieces (Mario Cau) - Rafe - Resolvendo o Layout (Thiago Spyked) - Underground - Promessas de Amor a Desconhecidos Enquanto Espero o Fim do Mundo (Pedro Franz)       | [ 9 ] [ 10 ] |               |
| 2012 | Birds                                                       | Gustavo Duarte                                              | - Aparecida Blues (Biu e Stêvz) - Duo.Tone (Vitor Cafaggi) - Nanquim Descartável 4 (Daniel Esteves) - O Beijo Adolescente (Rafael Coutinho) - SOS (Felipe Nunes) - Tune 8 (Rafael Albuquerque) | [ 11 ] [ 12 ] |               |
| 2013 | Quadrinhos A2 - segunda temporada                           | Cristina Eiko e Paulo Crumbim                               | - Ditadura no Ar nº 2 (Raphael Fernandes e Abel) - Nem Morto (Léo Finocchi) - Privilégios (Gus Moraes) - Sant'Anna da Feira - terra de Lucas (Marcos Franco e Hélcio Rogério) - Sentimento #1, #2 e #3 (Adams Damas e Alexandre Damas) - Tune 8 II (Rafael Albuquerque)                                            | [ 13 ] [ 14 ] |               |
| 2014 | Beijo Adolescente 2                                         | Rafael Coutinho                                             | - Bira Zine # 2 (Bira Dantas) - Feliz Aniversário, Minha Amada (Brão Barbosa) - Nem Morto 2 (Léo Finocchi) - Overdose Homeopática (Marco Oliveira) - Quadrinhos A2 3 (Cristina Eiko e Paulo Crumbim) - São Paulo dos Mortos (Daniel Esteves)                                                                       | [ 15 ] [ 16 ] |               |
| 2015 | Edgar 1                                                     | Gustavo Borges                                              | - Magra de Ruim (Sirlanney Nogueira) - Mayara & Annabelle vol. 1 (Pablo Casado e Talles Rodrigues) - Nenhum Dia Sem Um Traço (Ernani Cousandier) - Pátria Armada (Klebs Junior) - Revolta! (André Caliman) - Smegma Comix 1 (Pablo Carranza)                                                                       | [ 17 ] [ 18 ] |               |
| 2016 | Beco do Rosário                                             | Ana Luiza Koehler                                           | - A Salamanca do Jarau – INDEPENDENTE - A Samurai – Tambor - Fifo – INDEPENDENTE - Garota Siririca – INDEPENDENTE - Gnut 2 – INDEPENDENTE - Mayara & Annabelle – Volume 2 – INDEPENDENTE - Navio Dragão – INDEPENDENTE - Olga, A Sexóloga – INDEPENDENTE - Os Arquivos dos Casos de Demetrius Dante – INDEPENDENTE | [ 19 ] [ 20 ] |               |
| 2017 | Opala 76                                                    | Eduardo Ferigato                                            | - A ÚLTIMA BAILARINA CONTRA-ATACA - ARROZ - BLACK SILENCE - BLITZKRIEG - CASTANHA DO PARÁ - FOLKLÓRICAS 01 – Y-IARA CAAPORA IRUMO - HORO – O CASTELO DA NEBLINA - MAYARA & ANNABELLE VOL 3 - OS SUICÍDIOS DE OLIVER O                                                                                              | [ 21 ] [ 22 ] |               |
| 2018 | Alho-Poró                                                   | Bianca Pinheiro                                             | - Blackout - Boxe - Eudaimonia - Gatilho - Lacrimosa - O Monstro – A casa no fim da rua - Reparos - Síncope - Zeppelin | [ 23 ] [ 24 ] |               |
| 2019 | Histórias Tristes e Piadas Ruins                            | Laura Athayde                                               | - Asilo (Majory Yokomizo) - Durma Bem, Monstro (Alexandre Lourenço) - Enxaqueca (Felipe Parucci) - Máquinas Não Choram (André Turtelli e Renato Quirino) - Naruna (Mayara Lista) - Os Últimos Dias do Xerife (Thiago Ossostortos) - Pequena Green (Bruno Guma) - Raiz (Dudu Torres) - Vermillion                   | [ 25 ] [ 26 ] |               |
| 2020 | São Francisco Gabriela Güllich e João Velozo / independente | São Francisco Gabriela Güllich e João Velozo / independente | São Francisco Gabriela Güllich e João Velozo / independente | - A Cabana (Caroline Favret, Caru Moutsopoulos e Gustavo Novaes / Outside.co) - Blackout 2 (Chris Tex e Santtos / independente) - Brisa Errada (Amanda Treze / independente) - Doce Jazz (Mylle Silva e Melissa Garabeli / Têmpora) - Existe Outro Caminho: A Primeira Geração do Rap Nacional, pt. 1 (Douglas Lopes e Max Koubik / independente) - Hologramas (Eliane Bonadio e Gio Guimarães / independente) - Kophee (Guilherme Match / JBC) - Mjadra (Thiago Ossostortos / independente) - O Cramulhão e o Desencarnado (Lillo Parra e Gilmar Machado / independente) - Salsadeira (independente) - Tengu (Lucas Pereira e Frank William / independente) | [ 27 ] [ 28 ] |